# Оисида
Оисида (яп. 大石田町 О:исида-мати) — посёлок в Японии, находящийся в уезде Китамураяма префектуры Ямагата. Площадь посёлка составляет 79,59 км², население — 7496 человек (1 августа 2014), плотность населения — 94,18 чел./км².

## Географическое положение
Посёлок расположен на острове Хонсю в префектуре Ямагата региона Тохоку. С ним граничат города Обанадзава, Мураяма и посёлок Фунагата.

## Население
Население посёлка составляет 7496 человек (1 августа 2014), а плотность — 94,18 чел./км². Изменение численности населения с 1980 по 2005 годы:
| 1980 | 10 685 чел. |  |
| 1985 | 10 633 чел. |  |
| 1990 | 10 292 чел. |  |
| 1995 | 9949 чел.   |  |
| 2000 | 9400 чел.   |  |
| 2005 | 8824 чел.   |  |

## Символика
Деревом посёлка считается Cercidiphyllum japonicum, цветком — цветок сакуры.